# Ischnura ramburii
Espèce
Synonymes
- Agrion ramburii Selys in Sagra, 1857

Statut de conservation UICN

 LC  : Préoccupation mineure
Ischnura ramburii est une espèce d'insectes odonates zygoptères (demoiselles) de la famille des coenagrionidés.